# Ken Brader
Kenneth E. „Ken“ Brader III (* 21. Januar 1954; † 4. Mai 2024) war ein US-amerikanischer Jazzmusiker (Trompete, auch Komposition).

## Leben und Wirken
Brader begann im Alter von vier Jahren Trompete zu spielen. Er wurde von seinem Großvater, Ken Brader Sr., dem Besitzer des Ken Brader & Son Music Store in Easton, Pennsylvania unterrichtet. Als er die Junior Highschool besuchte, wurde er ausgewählt, das Star-Spangled-Banner-Solo bei einem EAHS-Footballspiel zu spielen. Ab der 7. Klasse spielte er in der Eastern District Band und trat als Leadtrompeter den Tijuana Brats bei. Die Brats traten im Fernsehen in der Tonight Show und The Mike Douglas Show auf.
Als Schüler der Easton High School studierte Brader bei Raymond Crisara, dem führenden Trompeter im ABC-Mitarbeiterorchester in New York City. Er wurde ausgewählt, um in Bands und Orchestern des Distrikts und der Region zu spielen. 1971 begann er sein Studium an der Eastman School of Music in Rochester. Er trat mit Chuck Mangiones professionellem Tournee-Orchester auf, unter anderem bei Konzerten in der Carnegie Hall und im Central Park in New York. Er leitete auch das Jazz-Ensemble der University of Rochester. Sein Studium an der Eastman University schloss er mit Auszeichnung ab und setzte sein Aufbaustudium in den nächsten zwei Jahren fort.
Nach dem College ging Brader bereits mit dem Tommy Dorsey Orchestra (Ghost Band) auf Tournee, kurz darauf trat er dem Glenn Miller Orchestra unter Leitung von Larry O’Brien als Lead-Trompeter bei. Er wurde dessen Solist und stellvertretender musikalischer Leiter. Sein Solo in „I Can’t Get Started“ erschien auf dem Album Live in Europe. Außerdem wirkte er 2012 als Solist auf dem Album In the Christmas Mood der Glenn Miller Alumni All-Star Band. Brader trat in den Vereinigten Staaten und 22 weiteren Ländern auf der ganzen Welt auf, darunter 12 Tourneen durch Europa als Lead-Trompeter. Brader spielte auch mit Derek Smith and His Smithonians, dem City Rhythm Orchestra und der Phil Woods Big Band (The Children's Suite), außerdem leitete er vier Jahrzehnte lang seine Holiday Brass Big Band und nahm mit Bob Dorough (Too Much Coffee Man, 2000) und Nellie McKay (Obligatory Villagers, 2007) auf. Im Bereich des Jazz war er laut Tom Lord zwischen 1988 und 2007 an 19 Aufnahmesessions beteiligt, auch mit dem City Rhythm Orchestra (u. a. mit Joey DeFrancesco und Paul Bollenback) und Vicki Doney.
Brader war außerdem zwanzig Jahre lang der Haupttrompeter des Philly Pops Orchestra. Von 1988 bis 2008 war er Dozent für Blechbläser an der Marywood University und trat häufig als Solist sowohl mit dem Bläserensemble als auch mit dem Jazzensemble auf. Dort leitete er das Jazzensemble. Bis zu seinem Tod unterrichtete er zudem privat Trompeten- und Posaunenschüler.